# Turecká
Turecká (ungarisch Török) ist eine kleine Gemeinde im Okres Banská Bystrica innerhalb des Banskobystrický kraj in der Slowakei mit etwa 140 Einwohnern.
Die Gemeinde liegt in einem engen Seitental des Baches Starohotský potok im Gebirge Große Fatra, innerhalb der Grenzen des dortigen Nationalparks, unter dem Berg Krížna (1574 m n.m.). Sie ist nur auf einer Kreisstraße drei Kilometer abseits von Staré Hory erreichbar und liegt 17 Kilometer nördlich von Banská Bystrica.
Turecká, präziser der Turecká-Tal wird zum ersten Mal 1563 als vallis Turetzka erwähnt und war eine Holzfäller- und Kohlerortschaft, die zur Versorgung der Hütten in Staré Hory (dt. Altgebirg) und Špania Dolina (dt. Herrengrund) diente. Seit dem späten 17. Jahrhundert ist auch die Aufteilung auf einen oberen und einen unteren Teil belegt. Von 1808 bis 1990 war sie ein Teil von Staré Hory.
Der Name soll sich nicht von Türken (Turecká bedeutet auf deutsch türkisch), sondern von der Lage auf einem alten Weg zur Landschaft Turz (slow. Turiec) ableiten.

## Bevölkerung
| Jahr                | 1994 | 2004    | 2014    | 2024     |
| ------------------- | ---- | ------- | ------- | -------- |
| Anzahl der Personen | 137  | 139     | 147     | 165      |
| Unterschied         |      | +1,45 % | +5,75 % | +12,24 % |

| Jahr                | 2023 | 2024    |
| ------------------- | ---- | ------- |
| Anzahl der Personen | 158  | 165     |
| Unterschied         |      | +4,43 % |